# Otho Holland

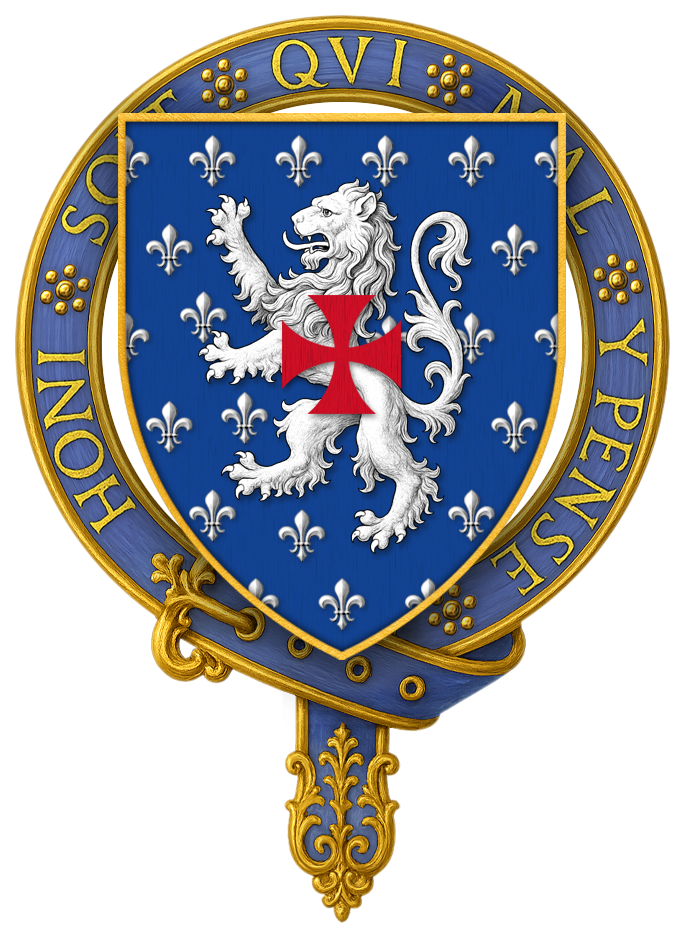
Wappen des Sir Otho Holland

Sir Otho Holland KG (auch Otes de Holand, * um 1316; † 3. September 1359 in Brackley, Northamptonshire) war ein englischer Adliger.
Er entstammte der Familie Holland und war der dritte von fünf Söhnen des Robert de Holand, 1. Baron Holand († 1328) aus dessen Ehe mit Maud de la Zouche, einer Tochter von Alan la Zouche, 1. Baron la Zouche of Ashby. Seine älteren Brüder waren Robert Holland, 2. Baron Holand († 1373) und Thomas Holland, 1. Earl of Kent († 1360).
Gemeinsam mit seinem Bruder Thomas nahm er 1346 am Feldzug König Edwards III. in der Normandie teil. In der Schlacht von Caen gelang es seinem Bruder den Connétable von Frankreich Raoul II. de Brienne gefangen zu nehmen. Dieser verkaufte diesen an den englischen König, der den Gefangenen Otho zur Bewachung anvertraute, bis dieser im Herbst 1350 gegen ein Lösegeld freigelassen wurde. Da Otho die angeordneten strengen Haftauflagen für seinen Gefangenen nicht einhielt, wurde er vor dem königlichen Gericht (King’s Bench) angeklagt und schließlich vom Earl Marshal gemaßregelt.
Ebenso wie sein Bruder Thomas wurde er am 23. April 1348 als Gründungsmitglied in den Hosenbandorden aufgenommen.
1355 begleitete er seinen Bruder Thomas auf einem Feldzug in der Bretagne und geriet dabei in französische Gefangenschaft, aus der er schließlich gegen Lösegeld freigelassen wurde.
1359 wurde er als Gouverneur der Kanalinseln eingesetzt, starb aber noch im selben Jahr.
Er war mit einer Dame namens Joan verheiratet, hinterließ aber keine Nachkommen.